# Gandolfino da Roreto
Gandolfino da Roreto ou Gandolfino d'Asti (Asti, ... – ...) est un peintre italien documenté entre 1493 et 1518 à Asti, Alexandrie et Montferrat en Piémont.

## Biographie
Gandolfino da Roreto naît à Asti d'un père peintre local, Giovanni de Roreto, et d'une mère, Verdina Pelletta, de famille noble.
Aucune de ses œuvres de jeunesse, qu'il passe dans l'atelier paternel, ne nous est parvenue.
Sa première œuvre connue est un polyptyque représentant l'Assomption, le Couronnement de la Vierge et des Saints, signé et daté de 1493, pour l'autel de la famille Falletti dans l'église Saint-François d'Alba, conservé aujourd'hui à la Galerie Sabauda.

## Œuvres

### À Asti
- Cathédrale Santa Maria Assunta :
  - le Polittico Pelletta avec le panneau central du Sacra Parentela(1501),
  - le retable de la Sposalizio della Vergine (ca 1510),
  - la Madonna in trono, Santi e donatore (1515),
  - le tableau de la  Compianto sul Cristo morto (ca. 1516),
- Collégiale di San Secondo : polyptyque avec panneau central de l'Adorazione dei Magi,
- Église Santa Maria Nuova : 
  - retable de la Madonna in trono con santi,
  - Madonna della colomba,
  - Adorazione del Bambino.

### Musées présentant ses œuvres
- Museo Civico di Alessandria,
- Musée de l'Ermitage de Saint-Pétersbourg,
- Galerie Sabauda de Turin : Assomption, Couronnement de la Vierge et Saints[1],
- Museo Civico di Arte Antica di Torino (it).
- Musée Jeanne d'Aboville de La Fère : deux tondo de l’Annonciation : l’ange Gabriel et la Vierge lisant